# Jean-Claude Lagrèze
Jean-Claude Lagrèze (né à Saïgon le 14 septembre 1957, mort le 13 juin 1994 dans le 15e arrondissement de Paris) est un photographe français du XXe siècle, connu pour ses portraits en noir et blanc de vedettes du rock (pour le magazine français Rock) et de célébrités (pour le magazine Elle). Son travail s'inscrit dans « la photographie masculine », un courant photographique novateur des années 1980, selon Didier Lestrade. Il est aussi le créateur, à la même époque, de soirées très prisées de la nuit parisienne (à l’Opéra-Night, au Palace, aux Bains Douches, au Boy's, au Queen, au Folie's Pigalle, au Club de l'Arc), soirées où il fit connaître la house music et ses DJ.

## Biographie
Âgé de quelques mois à peine en 1958, Jean-Claude Lagrèze est envoyé en France avec sa famille par son père, officier au Vietnam. Leur point de chute est Paris.
Il se passionne très tôt pour la photographie : son appareil photo ne le quittera plus. 

### Photographe des célébrités et artistes
Il côtoie les personnalités et artistes de Paris de la fin du XXe siècle et photographie les monstres sacrés comme Brigitte Bardot, Anna Karina, Iggy Pop, Kraftwerk, Serge Gainsbourg, Orson Welles, Keith Haring. Il est fasciné par des personnages à la fois forts et fragiles comme le chanteur Divine et l'artiste Leigh Bowery et par des célébrités (avec lesquelles il pactisera) comme les actrices Béatrice Dalle et Julie Delpy et le chanteur Boy George,. Entiché du chanteur et acteur David Bowie, il le rencontre et suit sa carrière à travers les époques,. Il voue une grande admiration au « photographe de l'élégance » Horst et aux photographes célèbres des années 1960 à 1980 : Richard Avedon, Helmut Newton, Bruce Weber. 

### Tenant de «la photographie masculine»
Son travail s'inscrit, d'après Didier Lestrade, dans un courant photographique novateur des années 1980, « la photographie masculine », où s'illustrent également Pascal Ferrant, Michel Amet, RV Lebeaupin.
Ses portraits sont principalement en noir et blanc, éclairé de lumières directes dans des ambiances de prédilection qui ne sont pas sans évoquer les films des années 1930 à 1950 comme ceux de Marcel Carné, ou les films d'auteurs des années 1970-1980 comme ceux de John Waters ou Derek Jarman.

### Initiateur de la house music en France

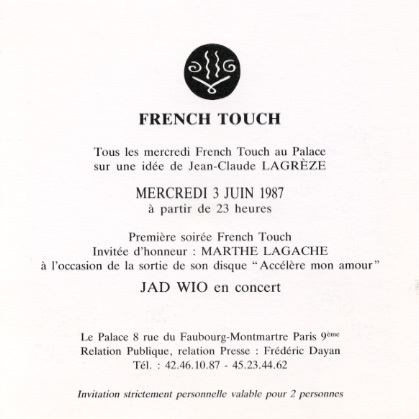
Carton d'invitation à la première soirée French Touch au Palace, à Paris, en 1987

À partir de 1987, il crée les soirées French Touch puis French Kiss, Xtravaganza, Les Incroyables, où l'on découvre les DJ Laurent Garnier, Guillaume la Tortue et David Guetta. Il est parmi les premiers à introduire la house music dans les night clubs parisiens, au Palace puis au Boy's,.
De 1980 à 1994, il fait venir sur la scène parisienne de la nuit des artistes et interprètes internationaux : Keith Haring, Anne Pigalle, Leigh Bowery, Willi Ninja, John Sex (en)[réf. nécessaire]. 
En 1985, à Paris, à l'occasion d’une séance de peinture corporelle, il réunit l’artiste Keith Haring et le modèle Ludovic pour que le premier peigne le corps de l’autre devant son objectif. De 1985 à 1987, Lagrèze et Haring créent une œuvre unique à quatre mains à partir de cette séance.
Vers 1990, Jean-Claude Lagrèze, à l'époque organisateur des soirées Les Incroyables, donne au DJ Kimo sa première chance dans la capitale en le programmant au Boy's avec Laurent Garnier. Kimo aura ensuite plusieurs résidences : aux Bains-Douches, au Palace et au Folies Pigalle.
En 1991, l'animateur de télévision Thierry Ardisson fait appel à Jean-Claude Lagrèze pour participer au générique de son émission Double jeu. Quand Les Inconnus réalisent leur parodie Trouble Jeu, ils font appel au photographe.
En 2001, le documentaire La Légende de Leigh Bowery (59 min), coproduit par Arte France et l'INA, bénéficie de visuels de Jean-Claude Lagrèze.

### Disparition
En 2012, un article de Patrice Bardot, paru dans la revue Tsugi, signale le décès de l'artiste, en 1994, à l'âge de 36 ans.

## Expositions
- 1983 –  Images, le showbiz ou la rue, Espace Silicium, Forum des Halles, Paris
- 1984 – Espace Silicium, Forum des Halles, Paris
- 1990 – Le cinéma de la vie avec Julie Delpy, au Grand Hôtel Riccione, Rimini, Italie
- 1991 – Julie pour la vie, aux Bains Douches, Paris (toutes les facettes de Julie Delpy)
- 1992 – Regards, Espace culturel Paul Ricard, Paris[23]
- 1993 – Portraits Étoiles, 8e Festival du Film de Paris, Espace Fnac
- 1994 – Poses Parisiennes, Fouquet's Bastille, Paris
- 2002 – Portraits de Julie Delpy, au Château Marmont, Los Angeles-Hollywood
- 2010 – Keith Haring in Paris[24]
- 2012 – Extravanganza, au Kunsthalle, Wien[25],[26].

## Publications
- 1988 – Indochine, Le Septennat, Éditions Carrère/KIan, portfolio du groupe par Jean-Claude Lagrèze
- 1996 – David Bowie, Éditions Albin Michel, collection « Rock & folk »
- 1996 – Gainsbourg, Et Caetera, Éditions Vaderetro, portfolio Jean-Claude Lagrèze avec Serge Gainsbourg, Bambou, Lulu
- 1998 – Biographie Leigh Bowery, Violette Éditions, portfolio Jean-Claude Lagrèze
- 2002 – Arielle Dombasle Face à l'objectif, Éditions du Collectionneur, avec les portraits d'Arielle Dombasle réalisés par Jean-Claude Lagrèze : Face au miroir et Calamity Jane
- 2003 – Marie France Elle était une fois, Éditions Denoël, portrait de 1989
- 2004 – The Cure : Après la pluie, Éditions Vents d’orage, portrait Robert Smith de 1984
- 2004 – L'Aventure Indochine, City Éditions, portraits du groupe par Jean-Claude Lagrèze
- 2005 – Roman vrai d'Indochine, Bartillat Éditions
- 2006 – The Cure, After the Rain... the Cure, Éditions Vents d’orage
- 2010 – L'intégrale Indochine, City Éditions
- 2010 – Catalogue de l'exposition du centre Beaubourg : Lucian Freud l'Atelier, Leigh Bowery, portrait par Jean-Claude Lagrèze
- 2016 - Paris capitale underground de Jean-Claude Lagrèze, Biographie, Éditions de La Martinière.